# Гауптштрасе (Гайдельберг)

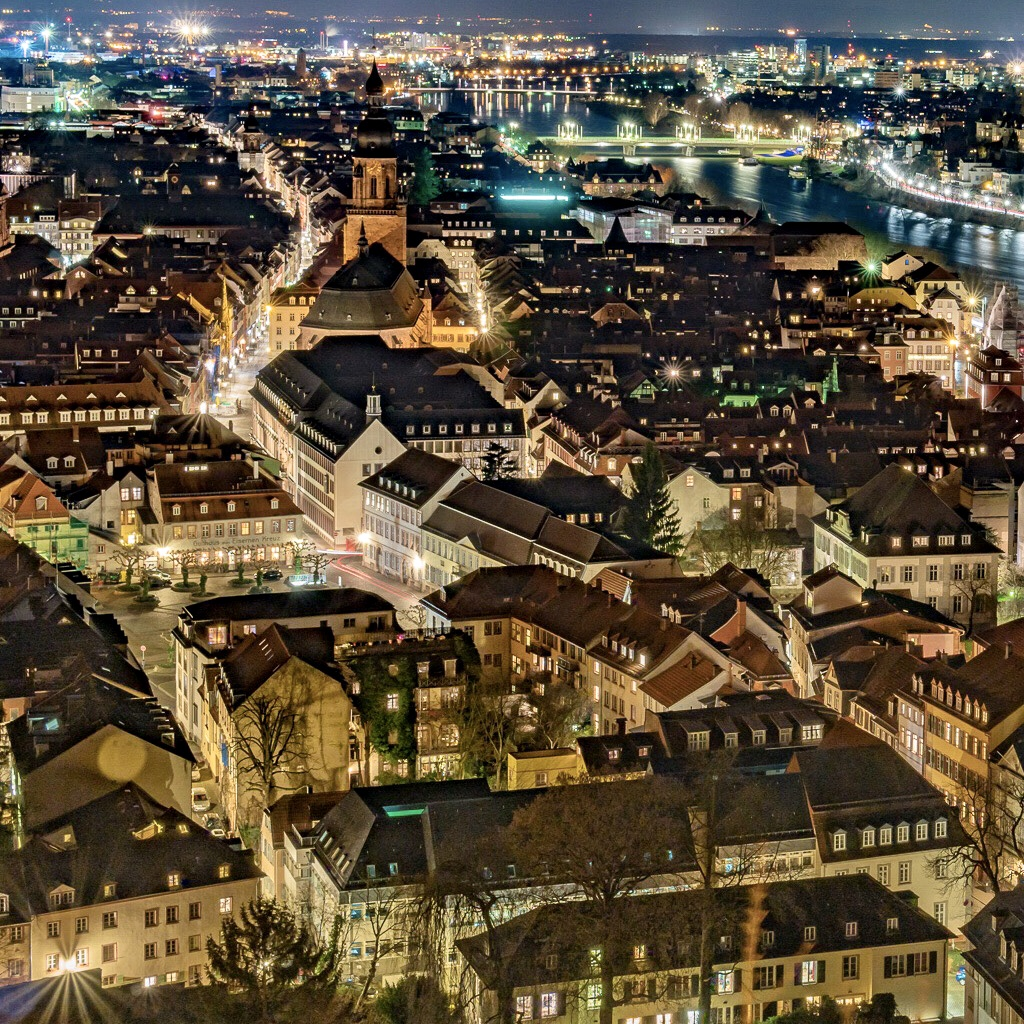
Трохи звивистий шлях Гауптштрасе через старе місто

Гауптштрасе (нім. Hauptstraße, «головна вулиця») — центральна вулиця Старого міста Гайдельберга. Сьогодні це пішохідна зона і популярна торгова вулиця. На ній розташовані багато важливих будівель, таких як ратуша, Церква святого духу та Церква Провидіння.

## Географія
Гауптштрасе проходить через все старе місто від Бісмаркплац до Карлстора з невеликими поворотами, паралельними Неккару. Між Театерштрасе та Університетською площею вона має невеликий нахил, спричинений конусом виносу струмка Клінгентайхбах, який сьогодні схований в трубопроводі. Довжина вулиці приблизно 1,8 кілометрів. На Гауптштрасе під прямим кутом ведуть численні поперечні вулиці, що йдуть у напрямку північ-південь і здебільшого називаються «провулками» (нім. Gasse). Вздовж вулиці знаходяться п'ять площ. У той час як Ринкова площа від самого початку створювалась з функціями площі, натомість Анатомічний сад, Університетська площа, Корнмаркт і Карлсплац виникли пізніше через знесення будівель.
Нумерація починається від Бісмаркплац, з непарними номерами будинків на лівій (північній) і парних на правій (південній) сторонах вулиці. Найбільший номер будинку — 251. З 1856 по 1877 рік Гауптштрасе поділяли на західну та східну частини з окремою нумерацією.

## Історія

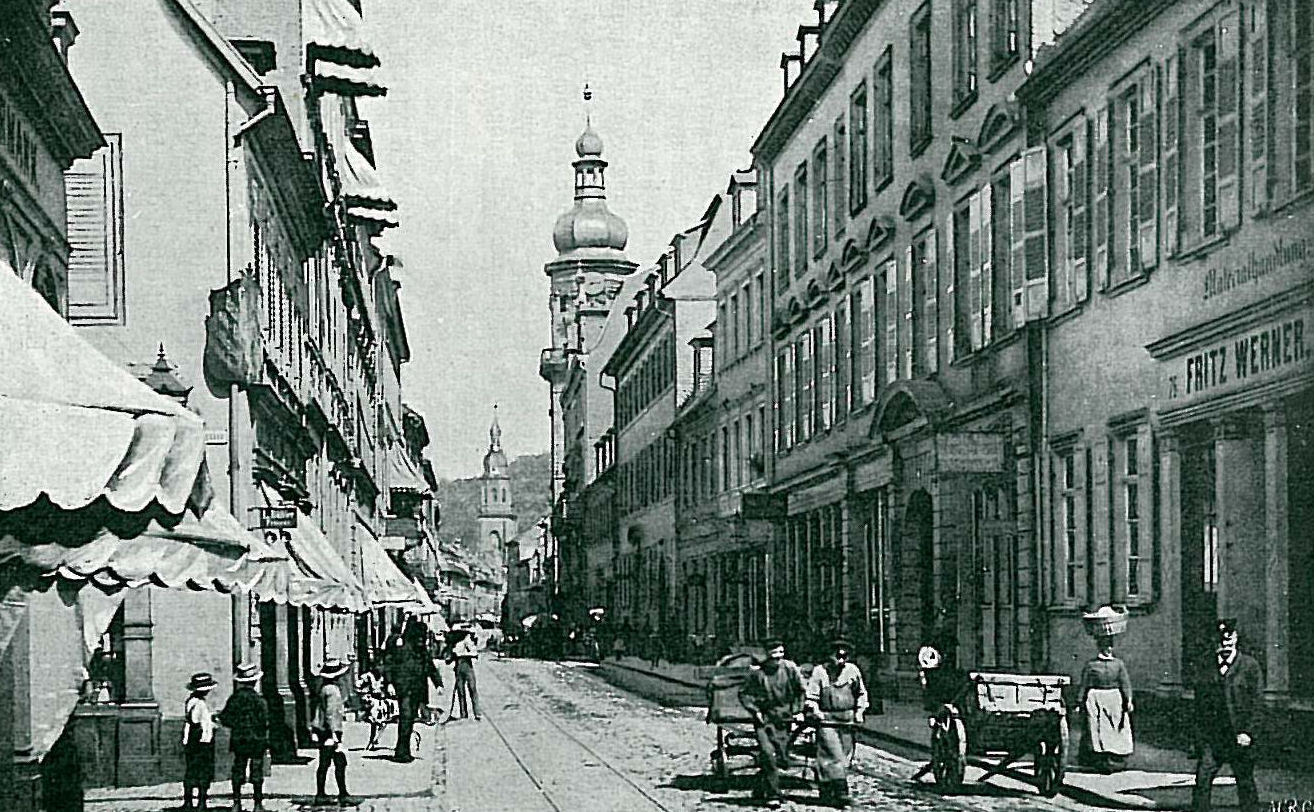
Гауптштрасе близько 1890 року з коліями кінного трамвая та вежами Церкви Провидіння і Церкви Святого Духу (ззаду)

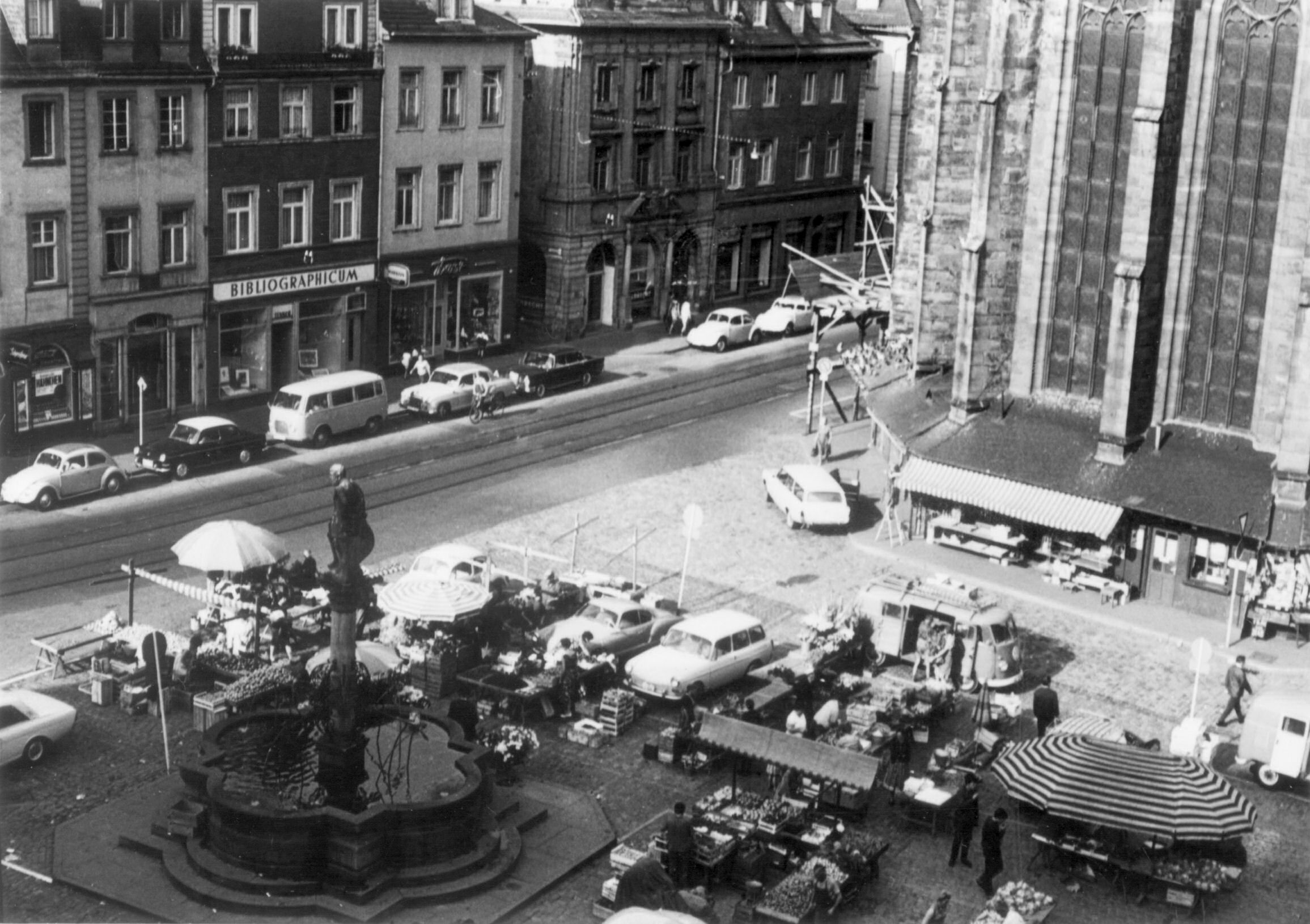
Гауптштрассе біля Ринкової площі, по якій ще рухався транспорт, 1965 рік

Ще до заснування міста приблизно в 1220 році на місці сьогоднішньої Гауптштрасе існував транспортний шлях, який слугував основою для будівництва міста. У 1391 році ця вулиця називається Obere Gasse (Верхній провулок), 1491 — platea magna (Велика вулиця), а 1508 — Speierer Straße (Шпаєрська вулиця). З 1689 року вона називається Hauptstraße (Головна вулиця). Міські ворота розташовувалися на східному та західному кінцях вулиці. На сході, в районі сьогоднішньої Планкенгассе, стояли верхні ворота, які були в 18 столітті замінені на Карлстор. Західна границя старого міста спочатку проходила в районі сучасної Університетської площі. Тут стояли Нижні ворота, також відомі як Шпаєрські ворота, пізніше названі Середніми воротами, які були знесені в 1827 році. Під час розширення міста в 1392 році рів було перекрито мостом, а Гауптштрасе була продовжена на захід. Зовнішні Шпаєрські ворота були побудовані на новому західному кордоні міста, які пізніше були замінені Мангаймськими воротами в районі сьогоднішньої площі Бісмаркплац.
Після руйнування Гайдельберга у війні за Пфальцьку спадщину в 1693 році місто було перебудовано в стилі бароко, але на основі старого планування. Таким чином, Гауптштрасе зберегла свої початкові напрямок та ширину.
У 1885 році була відкрита перша лінія гайдельберзького кінного трамваю, яка пролягала від залізничного вокзалу (на нинішній Аденауерплац) через Гауптштрасе до Карлстору. На невеликому схилі між Театерштрассе та Університетською площею (у той час Людвіґсплац) доводилося запрягти другого коня. У 1902 році кінний трамвай був замінений електричним трамваєм.
Під керівництвом мера Рейнгольда Цунделя Гауптштрасе була перепланована та зменшено рух транспорту. У 1969 році вулицю було закрито для наскрізного руху, з 6 листопада 1971 року західна частина до Університетської площі у вихідні для всього транспорту, 15 липня 1972 року ділянка від Університетської площі до Церкви Святого Духу став вулицею з одностороннім рухом, а з 1 січня 1974 року був закритий для руху у вихідні дні. 2 липня 1975 рору і 29 квітня 1976 року муніципальна рада вирішила перетворити більшість вулиць старого міста на пішохідну зону. 4 липня 1976 року було припинено трамвайний рух, 20 вересня колії покрили асфальтом, а 7 січня 1977 року демонтували контактну мережу. 30 вересня 1978 року пішохідну зону добудували після реконструкції.

## Використання

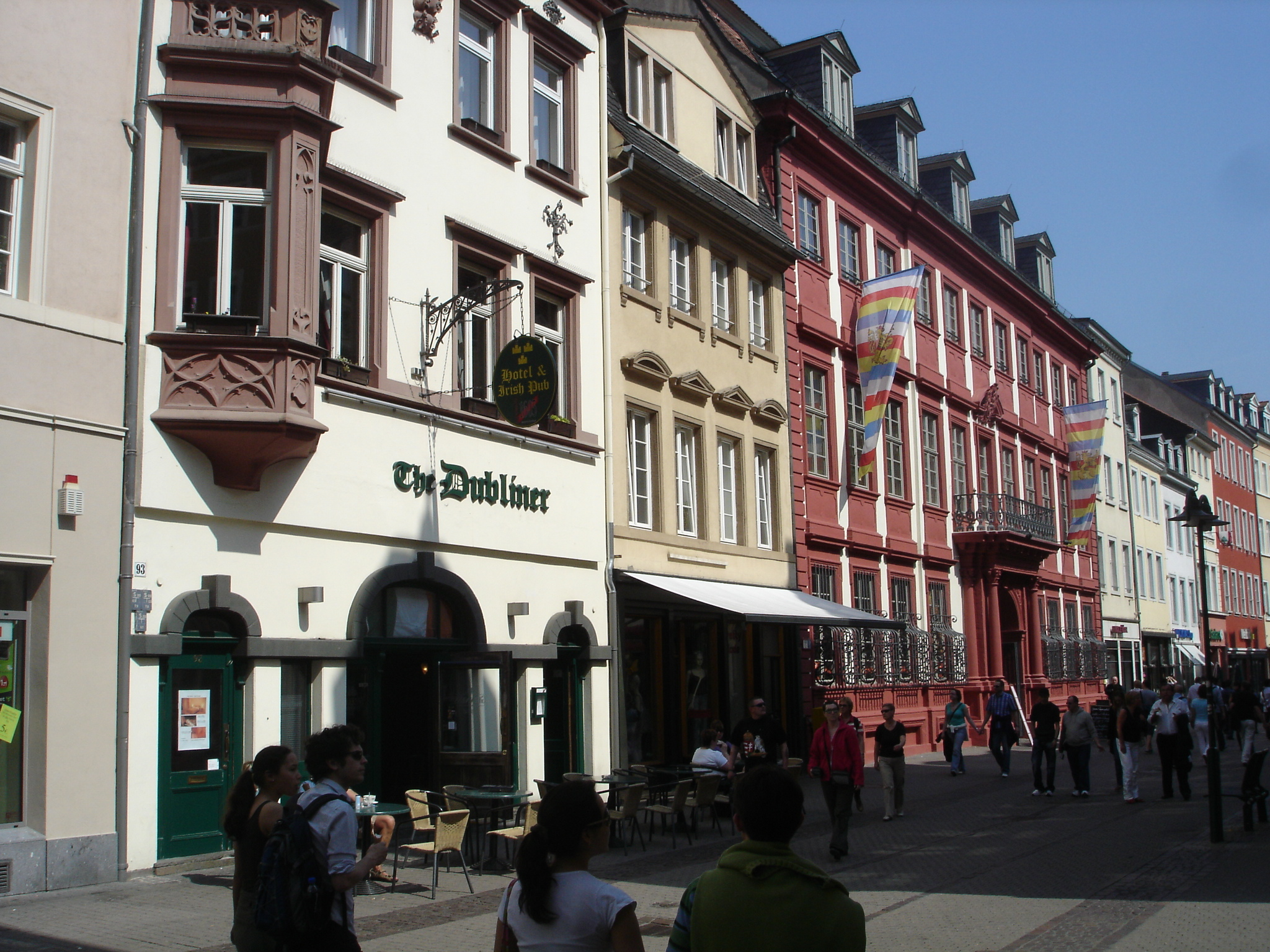
Гауптштрасе з палацем Морас

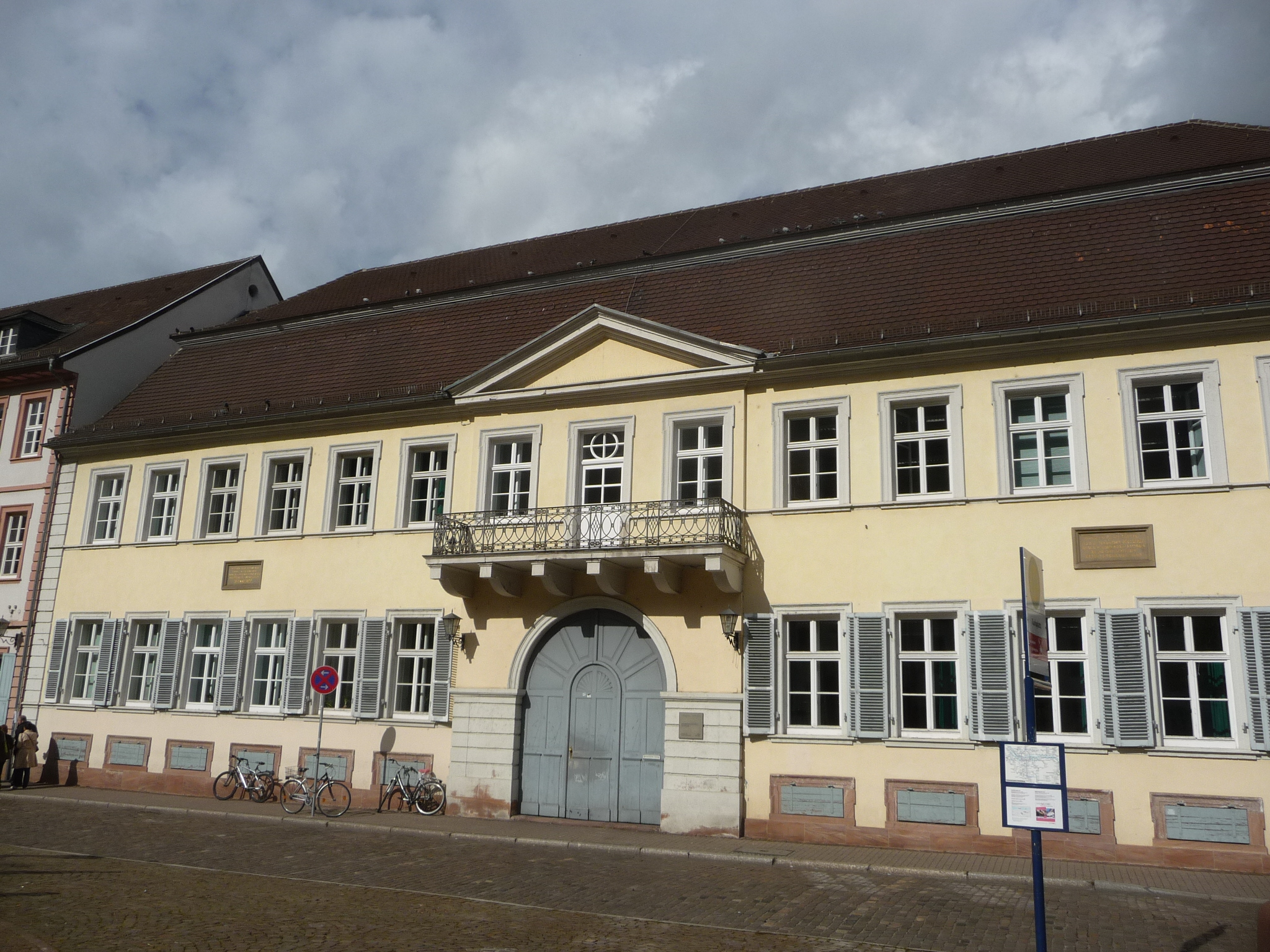
Палац Буасере

Поки вулицю не закрили для наскрізного руху в 1969 році, Гауптштрасе була важливою віссю руху для моторизованого транспорту та двоколійної трамвайної лінії. Після завершення реконструкції в 1978 році вся Гауптштрасе, за винятком ділянки між Корнмарктом і Карлстором, стала пішохідною зоною. Це, безперечно, найважливіша торгова вулиця в Гайдельберзі та одна з найвідвідуваніших вулиць у Німеччині (43 місце у 2013 році), у 2004—2013 роках було нараховано в середньому 5618 людей на годину. На додаток до роздрібної торгівлі, тут є численні ресторани, деякі з яких є історичними, а також важливі установи, такі як ратуша, Курпфальцький Музей, будівлі Гайдельберзького університету. Гауптштрасе та, зокрема, площі на ній часто використовуються для таких заходів, як Гайдельберзька осінь, Різдвяний ярмарок або Гайдельберзький напівмарафон.